# Національна наукова медаль США
Національна наукова медаль США (англ. National Medal of Science; у деяких джерелах трактується як Національна медаль науки) — американська державна нагорода за видатний вклад в галузі біологічних, фізичних, математичних, технічних, хімічних, соціальних або поведінкових наук. Медаль присуджує Президент США за рекомендаціями Комітету Національної наукової медалі, що складається з 12 вчених і інженерів.
Заснована відзнака 25 серпня 1959 Конгресом США спеціальним законом. Спочатку передбачали нагороджувати нею лише тих, хто досяг видатних успіхів у фізиці, біології, математиці та інженерних науках. 1980 цей перелік був доповнений суспільними дисциплінами.
Вручення нагороди відбувається в Білому домі. До 2010 р. цю відзнаку одержали близько 500 осіб.